# Halálfejes csótány
A halálfejes csótány (Blaberus craniifer) nagy termetű közép-amerikai csótányfaj. Gyakran tartják terráriumokban díszállatként vagy gyíkok, madárpókok táplálékául.

## Előfordulása
A halálfejes csótány trópusi, szubtrópusi rovar, a közép-amerikai térségben, Mexikóban, Belize-ben, Kubában, Floridában, Dominikán honos.

## Megjelenése
Ivarérett példányai 4–6 cm hosszúak és 3 cm szélesek, a hímek kisebbek a nőstényeknél. Színe világosbarna-okkerszínű és sötétbarna, a torán koponyára emlékeztető mintázattal, amiről a faj a nevét is kapta. A potrohon túlnyúló szárny a nőstények esetében sötétbarna, majdnem fekete, a hímeknél egészen világosbarna. Teste lapított, a rovar a keskeny repedésekben is elfér. A felnőtt egyednek teljesen kifejlett szárnyai vannak, ám nem repül. A többi csótányféléhez hasonlóan tora felülről nagyrészt eltakarja a fejét. Tájékozódásában elsősorban a csápjaira és szaglószervére hagyatkozik, látása rosszul fejlett. Bűzmirigyekkel rendelkezik, ha megijesztik, kellemetlen szagú folyadékkal igyekszik támadóját elriasztani.

## Életmódja
Mindenevők, szükség esetén még az ürüléket is elfogyasztják. Egyszerre akár testsúlya felének megfelelő táplálékot is képes megenni.
Gyakran tartják terráriumban. Zöldségekkel és gyümölcsökkel vagy akár kutya- és macskatáppal is etethető. Az üvegfalon nem képes felmászni és nem repül, ezért szökésére általában nem kell számítani. Nem csak a B. craniifer-rel, hanem a B. fuscával képezett hibridjével is találkozni lehet, amely még nagyobbra nő (akár 7 centiméteresre) és gyorsabban szaporodik, ezért élő tápláléknak inkább a hibridet tartják.

## Szaporodása
Váltivarúak, a nőstény a potroha végén található petezsákban hordozza 30-35 petéjét. 25-27 °C hőmérséklet esetén a lárvák 3-4 hét alatt kelnek ki. Életük első egy-két hetében a talajban rejtőzve élnek. Négy-öt hónapos növekedés és többszöri vedlés után, bebábozódás nélkül érik a felnőttkort.
Élettartamuk egy-két év.